# L'Énigme du Mont Agel
L'Énigme du Mont Agel est un film français réalisé par Alfred Machin et sorti en 1924.

## Synopsis
Lilian, la fille du directeur d'un observatoire de montagne situé au Mont Agel, a une histoire d'amour avec Jacques l'assistant de son père, mais celui-ci refuse de les laisser se marier. Elle épouse un autre homme dont elle a un enfant. Plusieurs années après Jacques revient, et quand l'enfant disparaît, Jacques se retrouve accusé.

## Fiche technique
- Titre allemand : Das Rätsel der Affenschlucht
- Réalisation : Alfred Machin
- Scénario : Alfred Machin, Henry Wulschleger
- Production : Les films Alfred Machin
- Édition :	Pathé-Consortium-Cinéma[2]
- Photographie : Mario Badouaille
- Date de sortie :
  - France : 24 avril 1924[3]

## Distribution
- Odette Josylla : Odette la bergère
- Lucien Dalsace : Jacques Amyl
- Jacques Volnys : Sir W. Austin le directeur de l'Observatoire
- Louis Monfils : Le père Barot
- John Walter
- Maud Richard : Lilian Austin
- Janine Clairville
- Claude Machin : Claude Stévens
- Freydal
- Georges Térof